# Теорема Гурвіца про композитні алгебри
Теорема Гурвіца про композитні алгебри — теорема, що описує основні нормовані алгебри (не плутати з нормованими (банаховими) алгебрами що в функціональному аналізі).
Ця теорема сформульована німецьким математиком Адольфом Гурвіцем в 1898 році..

## Визначення нормованої алгебри
Алгебра називається нормованою, якщо в ній можна ввести скалярний добуток з властивістю: {\displaystyle \ (ab,ab)=(a,a)(b,b).}
Оскільки ввівши норму {\displaystyle \ |a|=(a,a)^{1/2},} отримаємо {\displaystyle \ |ab|=|a|\cdot |b|.}

## Формулювання теореми
- Довільна нормована алгебра з одиницею ізоморфна одній з чотирьох алгебр: дійсних чисел, комплексних чисел, кватерніонів чи октав.

- Довільна нормована алгебра має властивість альтернативності: {\displaystyle (ab)b=a(bb),\quad b(ba)=(bb)a.}

## Доведення

### Лема 1
В довільній нормованій алгебрі справедлива тотожність {\displaystyle \ (a_{1}b_{1},a_{2}b_{2})+(a_{1}b_{2},a_{2}b_{1})=2(a_{1},a_{2})(b_{1},b_{2}).}

### Лема 2
В довільній нормованій алгебрі з одиницею справедлива тотожність {\displaystyle \ (ab){\bar {b}}=(b,b)a.}
Наслідком леми є формула {\displaystyle \ (ax){\bar {y}}+(ay){\bar {x}}=2(xy)a.}

### Доведення теореми
Позначимо одиницю алгебри {\displaystyle \ {\mathcal {A}}} через {\displaystyle \mathbf {1} .}
Кожен елемент {\displaystyle u\in {\mathcal {A}}} можна представити єдиним чином у вигляді {\displaystyle u=k\mathbf {1} +u^{\prime },} де {\displaystyle u^{\prime }\perp \mathbf {1} .}
Введемо в алгебрі операцію спряження таким чином {\displaystyle {\bar {u}}=k\mathbf {1} -u^{\prime }.}
Нехай {\displaystyle \ {\mathcal {U}}} — деяка підалгебра, що містить {\displaystyle \mathbf {1} } і не збігається з {\displaystyle \ {\mathcal {A}}.}
Тоді існує одиничний вектор {\displaystyle \ e}, що ортогональний до {\displaystyle \ {\mathcal {U}}.}
Покажемо що елементи виду
{\displaystyle u_{1}+u_{2}e\quad (u_{1},u_{2}\in {\mathcal {U}})\qquad \qquad (*)}
також утворюють підалгебру в {\displaystyle \ {\mathcal {A}}.} Позначимо її {\displaystyle {\mathcal {U+U}}e.}
Для цього доведемо:
- Представлення довільного елемента з {\displaystyle {\mathcal {U+U}}e} у вигляді (*) можливе єдиним чином.

Доведення використовує Лему 1.
- Множення елементів виду (*) задовільняє формулу {\displaystyle (u_{1}+u_{2}e)(v_{1}+v_{2}e)=(u_{1}v_{1}+{\bar {v_{2}}}u_{2})+(v_{2}u_{1}+u_{2}{\bar {v_{1}}})e,} яка збігається з процедурою подвоєння Келі-Діксона.

Спочатку за допомогою наслідку Леми 2 доведемо формули: {\displaystyle \ (ue)v=(u{\bar {v}})e,\;u(ve)=(vu)e,\;(ue)(ve)=-{\bar {v}}u.}
З яких легко отримати дану формулу.
Довільна підалгебра {\displaystyle \ {\mathcal {U}},} що містить {\displaystyle \mathbf {1} } і не збігається з {\displaystyle \ {\mathcal {A}}} є асоціативною.
Доведення використовує наслідок Леми 2.
Отже, оскільки алгебра {\displaystyle \ {\mathcal {A}}} містить одиницю, то в неї є підалгебра з елементів виду {\displaystyle k\mathbf {1} ,} що ізоморфна алгебрі дійсних чисел {\displaystyle \mathbb {R} }.
Якщо {\displaystyle \mathbb {R} } не збігається з алгеброю {\displaystyle {\mathcal {A}}} то розглянемо підалгебру {\displaystyle \mathbb {C} =\mathbb {R} +\mathbb {R} e,} що ізоморфна алгебрі комплексних чисел.
Якщо {\displaystyle \mathbb {C} } не збігається з алгеброю {\displaystyle {\mathcal {A}}} то розглянемо підалгебру {\displaystyle \mathbb {Q} =\mathbb {C} +\mathbb {C} e^{\prime },} що ізоморфна алгебрі кватерніонів.
Якщо {\displaystyle \mathbb {Q} } не збігається з алгеброю {\displaystyle {\mathcal {A}}} то розглянемо підалгебру {\displaystyle \mathbb {O} =\mathbb {Q} +\mathbb {Q} e^{\prime \prime },} що ізоморфна алгебрі октав.
Алгебра {\displaystyle \mathbb {O} } вже повинна збігатися з алгеброю {\displaystyle {\mathcal {A}}}, оскільки вона вже не є асоціативною.